# 科恩·费尔韦
科恩·费尔韦（荷蘭語：Koen Verweij，荷蘭語發音：[kun vɛrˈʋɛi]，1990年8月26日—），生于北荷兰省阿尔克马尔，荷兰男子速度滑冰运动员。他的家乡是位于朗戴克的村庄库代克。他在童年时期曾同时练习競速輪滑和速度滑冰，后来他在16岁时放弃轮滑，专攻速度滑冰。他的女友尤塔·萊爾丹同样是速度滑冰选手，两人的恋情于2017年公布。